# Ohleria
Ohleria is een geslacht van schimmels uit de familie Ohleriaceae. De typesoort is Ohleria modesta.

## Soorten
Volgens Index Fungorum telt het geslacht 13 soorten (peildatum april 2022):
| Soortnaam               | Auteur(s)                            | Publicatiejaar |
| ----------------------- | ------------------------------------ | -------------- |
| Ohleria adjecta         | Pass.                                | 1884           |
| Ohleria brasiliensis    | Starbäck                             | 1899           |
| Ohleria clematidis      | Fautrey                              | 1891           |
| Ohleria haloxyli        | Kravtzev                             | 1955           |
| Ohleria kravtzevii      | Schwarzman                           | 1961           |
| Ohleria modesta         | Fuckel                               | 1868           |
| Ohleria obducens        | G. Winter                            | 1871           |
| Ohleria phyllanthi      | Tilak, S.B. Kale & S.V.S. Kale       | 1971           |
| Ohleria phyllanthicolla | U.S. Patel, A.K. Pandey & R.C. Rajak | 1997           |
| Ohleria quercicola      | Fabre                                | 1879           |
| Ohleria rugulosa        | Fuckel                               | 1870           |
| Ohleria silicata        | Kravtzev                             | 1955           |
| Ohleria ulmi            | Fabre                                | 1879           |